# جيمس كريك
جيمس كريك (بالإنجليزية: James Craik) هو جراح أمريكي، ولد في 1730 في Kirkcudbright ‏ في المملكة المتحدة، وتوفي في 6 فبراير 1814 في الإسكندرية في الولايات المتحدة.